# Proti pádu noci
Proti pádu noci je vědeckofantastický román britského spisovatele Arthura C. Clarka vydaný v roce 1953. V anglickém originále se kniha jmenuje Against the Fall of Night. Toto dílo autor později rozšířil - vyšlo nově pod názvem Město a hvězdy.
Kniha vyšla česky v nakladatelství Baronet v roce 1999  jako společné vydání s titulem Po pádu noci.

## Historie románu
Arthur Charles Clarke v předmluvě uvádí okolnosti vzniku díla. Přibližně v roce 1936 mu vytanul na mysli úvodní obraz románu, který si zaznamenal. Další náčrty sepsal do konce roku 1940, kdy byl se spolupracovníky z oddělení Ministerstva financí Jejího Veličenstva kvůli událostem 2. světové války evakuován do malého města Colwyn Bay v severním Walesu. Zde dokončil verzi, která měla cca 15 000 slov.
Úplnou verzi dopsal v lednu 1946 a poslal ji Johnu Campbellovi do sci-fi časopisu Astounding Stories, ale ten ji odmítl. Clarke v červenci 1946 přepsal konec a opět ji zaslal Campbellovi, avšak ani teď nebyla přijata. Poté autor text poslal svému novému agentovi Scottu Meredithovi a ten jej prodal do časopisu Startling Stories. Zde vyšel v listopadu 1948. Nakladatelství Gnome Press jej přijalo v roce 1949, román pak vyšel v kapesní edici s obálkou od začínajícího ilustrátora Kellyho Frease.
Vymyslet název zabralo Clarkovi téměř stejně dlouho, jako napsat celou knihu. Nakonec jej inspiroval verš z básně anglického básníka Alfreda Edwarda Housmana:
„What shall I do or write against the fall of night?“
„Co bych měl říct či psát, když noc padá napořád?“
Autor předpokládal, že pozdější přepis Město a hvězdy zcela nahradí svého předchůdce Proti pádu noci, ale mnoho čtenářů zachovalo přízeň i staršímu dílu. Obě knihy se dočkaly dalších vydání.

## Kapitoly
Prolog
1. Vězení Diaspar
2. Počátek hledání
3. Pomník Yarlana Zeye
4. Cesta podzemím
5. Země Lys
6. Poslední Niagara
7. Obyvatel kráteru
8. Historie Shalmirane
9. Pán robota
10. Duplikát
11. Rada
12. Loď
13. Krize
14. Pryč ze systému
15. Vanamond
16. Dvojí setkání
17. Černé slunce
18. Zrození

## Děj románu
Příběh je velmi podobný pozdější přepracované verzi v knize Město a hvězdy.

### Rozdíly mezi oběma příběhy
| Proti pádu noci | Město a hvězdy |
| --- | --- |
| Alvin je jediným dítětem narozeným v Diasparu a lidé Diasparu jsou vykresleni jako nesmrtelní, ale jejich životy se jeví pouze jako extrémně prodloužené, vysvětlení není zcela jasné. Alvin je zde doslova dítě, první po 7000 letech. Není objasněno, zda je tento interval obvyklý nebo zda jsou děti vůbec očekávány. | Alvin je „Odlišný“, vyšel ze Sálu tvoření jako člověk, který nežil nikdy dříve. Odlišných bylo v historii Diasparu celkem 14. Ostatní lidé žijí cyklicky mnoho životů, vyjdou ze Sálu tvoření a dožijí se až 1000 let. Po 20. roku života se jim začínají vracet vzpomínky na minulé životy. Na sklonku života se odebírají opět do Sálu tvoření a jejich matrice je uložena v paměťových bankách, než jsou později opět vzkříšeni.                                |
| Alvinovi pomáhá v pátrání po východu z města Rorden - „Strážce záznamů“. | Alvinovi pomáhá „Šašek“ Khedron, jehož úkolem je provádět ve městě drobné sabotáže a nepředvídané věci, čímž má funkci jisté pojistky proti stagnaci města. |
| Centrální počítač zde má funkci pouze stroje, dále jsou zde hlavní roboti, kteří nemají takovou aktivní roli jako Centrální počítač v pozdějším románu. | Alvinův úspěch je závislý na tichém souhlasu centrálního počítače - jehož ekvivalent myslící inteligence v ranějším díle chybí (Clarke zohlednil rozvoj počítačů v poválečných letech). Centrální počítač není jediným strojem, nýbrž komplexní umělou inteligencí, která dohlíží nad veškerým děním v Diasparu. Hovoří s obyvateli města a je skutečnou osobností.                                                                                                |
| Několik rozdílů je v záležitostech týkajících se robotů. Zde byl Mistrův následník člověk a měl k dispozici 3 roboty, z nichž jednoho zapůjčil Alvinovi. Robotův blok, který mu znemožňoval komunikaci nebyl odstraněn, v této knize byla vytvořena jeho identická kopie bez jmenovaného bloku.                           | Mistrův následník byl obrovský polyp mimozemského druhu žijící v jezeře u pevnosti Shalmirane a měl pouze 1 robota, který byl poté zapůjčen Alvinovi. Robotův blok v komunikaci byl odstraněn centrálním počítačem Diasparu, jenž vytvořil falešnou iluzi nutnou pro jeho odblokování. |
| Existuje několik rozdílných detailů týkajících se života v Diasparu. Pouze něco málo z výčtu ve vedlejším sloupci (Město a hvězdy) se objevuje v tomto díle. | Ságy - umělé reality, v nichž obyvatelé mohou proživat jakékoli dobrodružství. Alvin má dívku, Alystru, kterou opustí. Sex a určitá forma romantické lásky v Diasparu stále přetrvávají bez spojitosti s reprodukcí či rodinným životem. Když občan vyjde ze Sálu tvoření (jako fyzicky dospělý jedinec), nepamatuje si nic z předchozích životů až do 20. roku života. Je mu vybrán učitel a „rodiče“, kteří mu poskytují sociální dovednosti.                    |
| Zde byl Alvin čistě dobrodruh, jeho role nebyla nikým určena. | Město Diaspar bylo naplánováno jako uzavřená komunita a jeho minulost byla úmyslně vymazána. „Odlišní“ zřejmě sehráli úlohu pokusných osob, kterým nebyl vlastní strach z otevřeného prostoru a mohli opustit město a prozkoumat okolí. Role Alvina byla tedy méně nezávislá, počítalo se s ní. Hrobka Yarlana Zeye (klíč k opuštění města) se vyskytuje v obou knihách, zde byl Yarlan jedním ze zakladatelů města, avšak mohl být i tajným strůjcem „Odlišných“. |
| Na konci příběhu představitelé Diasparu cestují do Lys a jsou schopni jednoduše čelit svému strachu a agorafobii. | Zde musí lidé Diasparu před cestou ven podstupovat psychoterapii v „ságách“, které programuje specialista z Lys. Tyto mají odstranit zažité fobie. Jedním z prvních osob, jenž terapii podstoupí je Alvinův učitel Jeserac, který se v naprogramované umělé realitě střetne s Yarlanem Zeyem. Yarlan Zey objasňuje, jak Diaspar vznikl. |
| Drobný rozdíl je i ve způsobu, jakým obě knihy popisují „Mistra“ a „Velké“. „Velcí“ zde byli obyvatelé Impéria, kteří opustili galaxii. „Mistr“ je prezentován jako moudrý muž, filosof, jehož učení nebylo pochopeno. Vzniklo náboženství, které rozvíjeli jeho pověrčiví následovníci.                                  | „Mistr“ je zde vykreslen jako fanatický náboženský vůdce, který používá k dosažení svých cílů mj. podvodů a triků. Blok v robotovi byl ustanoven proto, aby neprozradil jeho tajemství (ačkoli mnohé z jeho učení bylo také moudré). „Velcí“ zde nejsou v závěru identifikováni (jako v předcházejícím díle). |

## Nesrovnalost
Kniha začíná prologem, v němž Alvinův otec Convar sleduje oblohu a poté, co spatří bílý oblak, zavolá malého Alvina, aby se na něj podíval. Sdělí mu, že za celý svůj život viděl pouze jeden, ačkoli dříve zaplňovaly celou oblohu.
To však příliš nekoresponduje s pozdějším detailem, kdy Rorden řekne Alvinovi, že nikdy neviděl hvězdy (dokud mu Alvin neukázal venkovní prostor).